# Irena Kuczewska
Irena Kuczewska (ur. 26 sierpnia 1909, zm. 20 czerwca 1987) – polska szachistka.
W latach 30. należała do czołówki polskich szachistek. Wzięła udział w dwóch pierwszych finałach mistrzostw Polski kobiet, zdobywając w 1935 r. w Warszawie tytuł wicemistrzyni kraju. W 1937 r., w finale rozegranym ponownie w Warszawie, zajęła IV miejsce.